# Stanisław Szpineter
Stanisław Szpineter (ur. 13 kwietnia 1906 we Lwowie, zm. 25 listopada 1997 w Krakowie) – artysta malarz, pedagog, żołnierz AK i społecznik.

## Życiorys
Od dzieciństwa związany z Zagłębiem Śląsko-Dąbrowskim. Ukończył Gimnazjum im. Stanisława Staszica i Seminarium Nauczycielskie w Sosnowcu. Od 1928 roku pracował jako nauczyciel rysunku i przedmiotów ogólnokształcących w szkołach powszechnych Sosnowca. Okupację spędził w Starachowicach, gdzie uczył w szkołach powszechnych, działał w ruchu oporu i cudem uniknął łapanki i wywiezienia do obozu koncentracyjnego. Po wojnie pracował jako nauczyciel rysunku, kompozycji i liternictwa w szkołach średnich w Gliwicach, Wrocławiu i Bielsku-Białej m.in. w Państwowym Instytucie Robót Ręcznych i Liceum Technik Plastycznych.
Przez 40 lat związany był z Bielskiem, tu mieszkał wraz z rodziną i tworzył. Był aktywnym członkiem ZPAP Okręgu w Bielsku-Białej, w którym pełnił funkcję prezesa (1954-59), członka zarządu (1969-1975) i członka komisji rewizyjnej (1977-1980) oraz członka sądu koleżeńskiego i komisji rewizyjnej Okręgu katowickiego ZPAP. W latach 1948–1949 prowadził Dom Pracy Twórczej w Bystrej koło Bielska-Białej. Zorganizował wiele wystaw plastycznych na terenie Bielska-Białej.
W jego twórczości odnajdujemy różne gatunki malarstwa, rysunek, grafikę użytkową i wystawienniczą, liternictwo, projekty opakowań, wnętrz sklepów i neonów (Bielsko-Biała, Gliwice) a nawet prace konserwatorskie (odnowienie obrazu Matki Boskiej Częstochowskiej w kościele Św. Mikołaja w Bielsku Białej, konserwacja polichromii w kościele OO. Reformatów w Przemyślu). Tematyką jego prac są przede wszystkim miejskie i podmiejskie pejzaże, sceny rodzajowe i religijne oraz portrety. Należał do grupy artystów "Zagłębie". Uczestniczył w blisko 100 wystawach okręgowych, oddziałowych, ogólnopolskich i indywidualnych. Brał udział w ogólnopolskich i okręgowych przeglądach i konkursach malarskich i graficznych.
Za swoje dokonania artystyczne uhonorowany został Medalem 10-lecia oraz Złotym Krzyżem Zasługi (1955).
Prace jego znajdują się w kolekcjach publicznych: muzealnych i instytucjonalnych, zbiorach prywatnych w kraju i za granicą oraz zdobią wnętrza kościołów (obraz Matki Boskiej Częstochowskiej w Kościele Świętej Trójcy w Bielsku Białej.
24 listopada 2017 w Muzeum Historycznym w Bielsku-Białej na zamku książąt Sułkowskich otwarto wystawę podsumowującą całość dorobku artystycznego artysty pt. „Widok z okna” – afirmacja świata w twórczości Stanisława Szpinetera (1906−1997). Wystawie towarzyszył katalog opracowany przez kuratora Teresę Dudek Bujarek.